# Sexta-Feira 13 - Parte 3
Sexta-Feira 13 - Parte 3 (em inglês:  Friday the 13th Part III) é um filme norte-americano de terror de 1982, do subgênero slasher, dirigido por Steve Miner. Estrelado por Dana Kimmell, Paul Kratka e Richard Brooker, é o terceiro longa-metragem da franquia Friday the 13th e a sequência de Friday the 13th Part 2 (1981). Marcou a primeira aparição de Jason Voorhees com o visual que se tornaria padrão no decorrer da cinessérie, usando uma máscara de hóquei no gelo que desde então se tornou a principal marca do personagem e da franquia, bem como um ícone do cinema norte-americano e dos filmes de terror em geral.
Ambientado logo após os eventos do segundo filme, o enredo gira em torno de uma adolescente que viaja com seus amigos até uma casa de verão nas proximidades do acampamento de Crystal Lake, onde Jason se refugiou e posteriormente ressurge para mais uma matança. A intenção inicial dos produtores era que esse filme encerrasse a franquia como uma trilogia e os primeiros esboços da trama concentravam-se na personagem Ginny, sobrevivente da segunda parte, retornando para enfrentar o vilão em um confronto final. No entanto, esse conceito foi abandonado quando Amy Steel recusou-se a repetir seu papel.
As filmagens ocorreram em locações situadas em Santa Clarita, na Califórnia, e a produção contou com um orçamento de 2,2 milhões de dólares. Friday the 13th Part III foi lançado nos cinemas originalmente em 3D (e um ano antes de Tubarão III, também com a tecnologia), sendo o único filme da série a ser lançado nesse formato e o primeiro da Paramount Pictures produzido com essa tecnologia desde 1954. Estreou nos Estados Unidos em 13 de agosto de 1982, arrecadando 36,7 milhões de dólares nas bilheterias de seu país de origem. Foi o primeiro filme a retirar E.T. the Extra-Terrestrial do primeiro lugar nas bilheterias e se tornou o segundo filme de terror mais lucrativo de 1982, atrás de Poltergeist. Tem o terceiro maior público da franquia Friday the 13th, com aproximadamente 11 762 400 ingressos vendidos. Contudo, a crítica especializada o recebeu negativamente. Sua sequência, Friday the 13th: The Final Chapter, foi lançada em 1984.

## Enredo
Após os eventos do filme anterior, Jason esconde-se numa loja de beira de estrada e mata o casal proprietário do estabelecimento. No dia seguinte, Chris chega a Crystal Lake acompanhada de amigos: a grávida Debbie e seu namorado Andy, o nerd Shelly e seu interesse romântico Vera, além do casal de hippies Chuck e Chili. O grupo dirige-se à casa de verão de Chris, Higgins Haven, à beira do lago. No caminho, um sem-teto os adverte a voltar. Chegando à casa, Chris encontra seu namorado Rick.
Em uma loja de conveniência, Shelly e Vera enfrentam os motoqueiros Fox, Loco e Ali. O trio os segue até Higgins Haven e tenta incendiar o celeiro da propriedade. No entanto, Jason, que estava escondido no celeiro, usa um forcado para matar Fox e Loco e deixa Ali inconsciente golpeando-o com uma chave inglesa. À noite, Chris e Rick dão uma volta na floresta e ela explica que retornou à Crystal Lake para enfrentar seus medos, revelando que foi atacada anos antes por um homem deformado.
Shelly põe uma máscara de hóquei no gelo e prega uma peça em Vera. Ele entra no celeiro, onde Jason o mata. Usando a máscara de Shelly, o assassino acerta um arpão no olho de Vera e, com um facão, divide Andy ao meio enquanto este andava de ponta cabeça. Debbie, numa rede de descanso, é esfaqueada no peito. Falta luz na casa e Chuck desce ao porão, onde Jason o empurra na caixa de fusíveis, eletrocutando-o. Chili é empalada com um atiçador de fogo em brasa.
De volta do passeio, Chris e Rick encontram a casa em desordem e Rick sai para verificar o terreno. O assassino o agarra, esmaga-lhe o crânio com as próprias mãos e arremessa o corpo pela janela em direção à Chris, que tenta fugir em sua van, mas o veículo quebra. No celeiro, Chris consegue enforcar Jason e o reconhece como o mutante que a atacou anos atrás. Ali revive e tenta atacar Jason, que rapidamente o mata. Chris pega um machado com o qual atinge a cabeça do assassino.
A jovem vagueia até o lago, embarca em uma canoa e adormece. Na manhã seguinte, ela tem uma visão de Jason vindo em sua direção e repentinamente o corpo em decomposição da Sra. Voorhees — com a cabeça recolocada — emerge do lago e a ataca, o que revela-se como um pesadelo. A polícia chega e escolta Chris, profundamente traumatizada, para longe de Higgins Haven. O corpo de Jason é mostrado deitado no celeiro, com o machado ainda cravado na testa.

## Elenco
Este é o elenco principal do filme, na ordem dos créditos registrados pelo Instituto Americano de Cinema:
| - Dana Kimmell como Chris - Paul Kratka como Rick - Tracie Savage como Debbie - Jeffrey Rogers como Andy - Catherine Parks como Vera - Larry Zerner como Shelly | - David Katims como Chuck - Rachel Howard como Chili - Richard Brooker como Jason Voorhees - Nick Savage como Ali - Gloria Charles como Fox - Kevin O'Brien como Loco | - Cheri Maugans como Edna - Steve Susskind como Harold - Perla Walter como Mrs. Sanchez - David Wiley como Abel |

Betsy Palmer (Pamela Voorhees), Amy Steel (Ginny Fields), John Furey (Paul) e Steve Daskawisz (Jason) aparecem em filmagens de arquivo de Friday the 13th Part 2; o diretor Steve Miner faz uma breve aparição como um apresentador de notícias e a diretora assistente Marilyn Poucher interpreta o cadáver de Pamela na sequência final.

## Produção

### Desenvolvimento

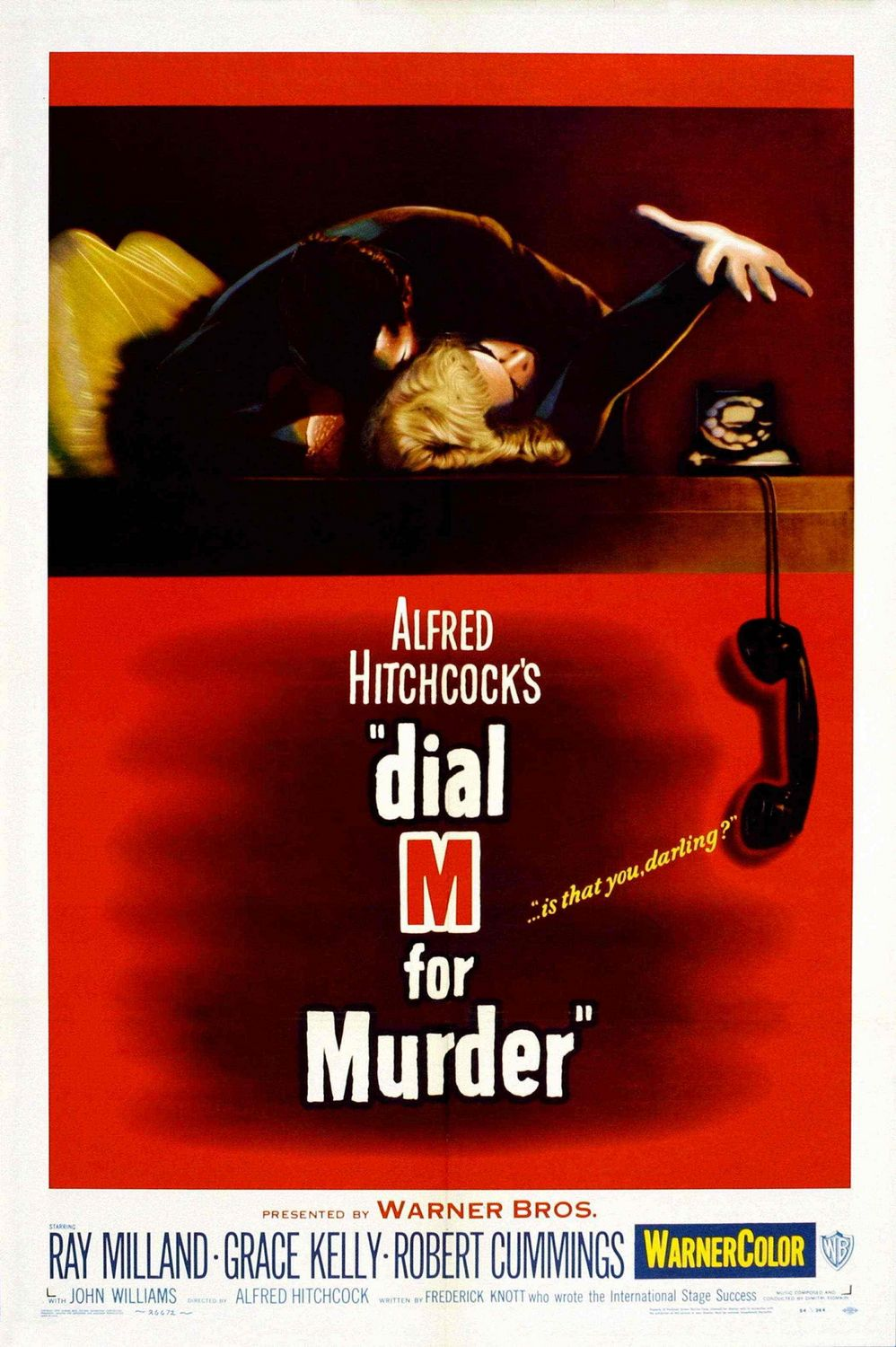
O trabalho com o 3D desenvolvido em Dial M for Murder (1954) foi uma das inspirações iniciais para os efeitos estereoscópicos de Friday the 13th Part III.

Apesar de cobrir os custos de produção, o desempenho de Friday the 13th Part 2 não correspondeu às expectativas financeiras da Paramount Pictures. O filme também causou frustração em muitos fãs, que ficaram desapontados com o enredo pouco inovador e a censura aos efeitos especiais nas cenas de assassinato. Naquele início da década de 1980, o lançamento de filmes no formato 3D estereoscópico estava voltando a ser tendência nos Estados Unidos; películas independentes como Revenge of the Shogun Women (1977), Comin 'At Ya (1981) e Parasite (1982) vinham conseguindo bom retorno de bilheteria por oferecerem a tecnologia tridimensional como principal atrativo. Até então, o auge da popularização do cinema 3D havia sido nos anos 1950 com filmes como House of Wax (1953) e Dial M for Murder (1954). Nesse contexto, foi dado sinal verde para a produção de um terceiro filme na franquia Friday the 13th, dessa vez no formato tridimensional.
Steve Miner voltou à cadeira de diretor, enquanto Frank Mancuso Jr. assumiu a produção. Miner disse ter retornado por acreditar que aquele seria o último filme da franquia, embora estivesse "muito ansioso para dirigir outro". Martin Jay Sadoff, criador de efeitos visuais considerados inovadores em produções como Meteor (1979), foi contratado como supervisor de efeitos 3D. Apesar do entusiasmo da equipe, os grandes estúdios ainda não investiam em pesquisa de desenvolvimento da tecnologia e a maioria dos cinemas locais não dispunha do equipamento e experiência necessários para exibir filmes 3D adequadamente. Uma matéria publicada pela Fangoria dizia que nenhum filme estereoscópico da época "chegava perto de corresponder às qualidades técnicas dos melhores filmes 3D produzidos um quarto de século atrás". Nesse cenário, a Paramount comprometeu muito dinheiro com lentes de projeção e outros dispositivos para exibir de forma satisfatória o novo Friday the 13th.
A Georgetown Productions, produtora das duas sequências anteriores da franquia, esteve inicialmente envolvida na pré-produção de Friday the 13th Part III, concordando com a Paramount em rodá-lo com câmeras 3D, tornando-o o primeiro filme da Paramount produzido com essa técnica desde Jivaro (1954). Após examinar os diversos sistemas de filmagem 3D disponíveis na época, Miner concluiu: "Todos são difíceis. Não há 'estado da arte' no que diz respeito ao 3D, pois todos os sistemas são de inventores de quintal que os estão construindo". Após Miner escolher o sistema Marks 3-D Converter, da empresa de fotografia Marks Polarized Corporation, a Paramont alugou duas câmeras 3-Depix da empresa. Embora o sistema tridimensional das câmeras Marks, de prisma de lente única, fosse conhecido por ser particularmente difícil de usar, Miner acreditava que tinha feito a escolha certa. Simultaneamente, o executivo do estúdio, Al Lo Presti, estava pesquisando a tecnologia de câmeras 3D atual na época, com a intenção de desenvolver uma lente 3D que pertenceria e seria usada exclusivamente pela Paramount.
De acordo com uma edição de setembro de 1982 da Forbes, Gale Weaver, proprietário da Sirius II Corp., visitou o set de Friday the 13th Part III supostamente devido às preocupações de Mancuso Jr. de que lentes de projeção defeituosas nos cinemas impediriam que o filme tivesse uma ampla distribuição comercial. Ao longo de duas semanas, Weaver desenvolveu um protótipo de lente que seria adaptável a "quase todos os projetores de cinema". A Paramount subsequentemente concedeu 1 milhão de dólares à Sirius II para a fabricação das lentes, as quais seriam usadas no lugar das câmeras 3-Depix. Posteriormente, a Marks Polarized Corporation entrou com um processo de 25 milhões de dólares contra a Paramount, alegando que o estúdio estava "monopolizando a comercialização de materiais de exibição 3D, bem como fornecendo deduções aos cinemas que optassem por alugar lentes de projeção diretamente da Paramount". A Paramount concordou em creditar a Marks na tela com a declaração: "Filmado utilizando o conversor Marks 3-Depix®", mas foi negado à empresa de câmeras uma liminar que exigiria que a Paramount mudasse sua política de equipamentos.
A produção teve um orçamento estimado em 2 250 000 dólares. Para evitar a atenção de vários sindicatos da indústria cinematográfica, o filme foi inicialmente anunciado sob um título falso, Crystal Japan, derivado da canção homônima de David Bowie. Isso ocorreu porque, assim como os dois primeiros filmes, o terceiro empregaria mão de obra não sindicalizada em todos os níveis de produção; como os longas anteriores haviam rendido altos lucros para a Paramount, a tendência era que a fiscalização sindical tentasse impedir a produção de novos filmes da franquia. Segundo Mancuso Jr., "era muito menos provável que um sindicato tentasse arruinar um filme chamado Crystal Japan do que Friday the 13th Part 3". A estratégia originou uma tradição nas futuras sequências da série que, para despistar os sindicatos, também receberam títulos alternativos retirados de músicas de Bowie; assim, o quinto filme foi provisoriamente intitulado Repetition, o sexto, Aladdin Sane, e o oitavo, Ashes to Ashes.

### Roteiro
Miner desenvolveu inicialmente uma série de histórias e abordagens diferentes que representariam uma ruptura com os outros longas-metragens. Contudo, os produtores consideraram mais seguro manter a "fórmula de sucesso" dos dois primeiros filmes, o que incluía recriar, deliberadamente, algumas cenas e o desfecho da obra original. Segundo Miner, houve o consenso de que já havia "um certo público que havia gostado de Friday the 13th — e [devíamos] a eles o melhor filme possível do qual eles fossem gostar; suspense e sustos dentro do formato que já havíamos estabelecido". Uma das primeiras ideias para o enredo apresentava Ginny, protagonista do filme anterior interpretada por Amy Steel, sendo levada para um hospital psiquiátrico na qual ficaria confinada. Sofrendo com as lembranças dos eventos passados, ela finalmente descobriria que Jason Voorhees sobreviveu ao ferimento que ela lhe causou. Ele a seguiria até o hospital e mataria a equipe e outros pacientes do manicômio.
Steel revelou que, ao receber a proposta de retornar à franquia, teve acesso a outro rascunho de roteiro. Nessa versão, Ginny aprenderia habilidades de autodefesa e iria para a faculdade; Jason a seguiria e lhe entregaria a cabeça decapitada de Paul, par romântico da personagem no segundo filme. Disposta a acabar com Jason definitivamente, ela iniciaria uma caçada ao assassino, na qual seria acompanhada por Ted, outro personagem que retornaria da segunda parte. No entanto, todas os esboços centrados no retorno de Ginny foram descartados após Steel recusar o papel por estar envolvida em outros projetos na época, resultando em mudanças significativas de roteiro. A atriz relembrou: "Eles realmente me queriam na Parte III. Não tinham um roteiro, mas pretendiam me mostrar algum tipo de esboço. Então meus agentes se envolveram e, não sei se foi por questão de dinheiro ou problema de roteiro, mas eu não fiz isso". Posteriormente, ela disse que a decisão havia sido "estúpida da minha parte".
O roteirista de Friday the 13th Part 2, Ron Kurz, foi convidado a escrever o novo filme, mas recusou. Martin Kitrosser, que trabalhou como supervisor de roteiro nos dois primeiros filmes, foi contratado, junto com sua esposa Carol Watson, para roteirizar o terceiro longa, completando o primeiro rascunho. Em retrospectiva, Kitrosser disse não sentir orgulho de sua participação na franquia: "Para Carol e eu, Friday the 13th é uma parte da história antiga da qual optamos por não falar. Não é nada pessoal contra as boas pessoas com quem trabalhamos nesses filmes, mas simplesmente não queremos mais ser associados a essas coisas". Posteriormente, Miner e Mancuso Jr. sentiram que o roteiro não estava totalmente pronto e trouxeram o romancista Petru Popescu para tornar o texto mais "sinistro e ameaçador". Tendo imigrado recentemente da Romênia, Popescu chamou a atenção de Hollywood pela primeira vez quando colaborou com Peter Weir no premiado drama australiano The Last Wave (1977).
Miner queria um filme que mostrasse mais "efeitos viscerais" e combinasse elementos dos antecessores, com um roteiro que "pegasse tudo que funcionou" na segunda parte e "adicionasse muita emoção". Ele exigiu que o texto incluísse descrições específicas que funcionassem bem com o 3D: "Eu sabia que tínhamos que ter coisas que disparassem contra o público: golpes do tipo espetadas e lanças, como na cena de abertura quando você vê a cobra pular no cara ou quando Jason enfia a agulha na mulher". Inspirado pelo uso da tecnologia estereoscópica em Dial M for Murder, de Alfred Hitchcock, Miner levou Popescu a uma exibição desse filme e orientou o escritor a desenvolver o roteiro com base nos elementos 3D daquele trabalho. Embora a versão final do texto contivesse contribuições significativas de Popescu, ele pediu que seu nome fosse retirado dos créditos. O roteiro indicava que Jason usaria uma máscara, depois de ter coberto o rosto com um saco no filme anterior. O que não se imaginava na época era que a máscara escolhida se tornaria uma marca para o personagem e seria instantaneamente reconhecível na cultura popular nos anos posteriores.

### Escolha do elenco
A maior parte do elenco de Friday the 13th Part 3 foi escolhida de maneira casual. Embora dois diretores de elenco tenham sido contratados, alguns dos intérpretes foram contatados informalmente nas ruas e tinham pouca ou nenhuma experiência anterior com cinema. Popescu afirmou que não importava se os candidatos fizessem ou não uma boa leitura do roteiro nos testes, pois o principal critério para a contratação era a aparência física e não as habilidades de atuação. Ele também lembrou que sua visão dos personagens estava em desacordo significativo com os atores escolhidos por Miner, particularmente em relação à atriz que interpretaria a protagonista. Inicialmente, os candidatos não sabiam que se tratava de um novo filme da série Friday the 13th, pois os produtores esforçavam-se para manter esse detalhe em segredo.
Dana Kimmell, na época a integrante mais experiente do elenco principal, foi escalada para o papel da heroína Chris Higgins depois que os produtores tomaram conhecimento do envolvimento dela em Sweet Sixteen, filme de terror no qual contracenou com Susan Strasberg. Antes, Kimmell já havia aparecido em Midnight Offerings, um telefilme de suspense transmitido em 1981. Ela relatou que o diretor de elenco imediatamente a levou para encontrar-se com Miner e, ao chegar em casa, deparou-se com seu agente já negociando a escalação. Por até então desconhecer completamente o conteúdo da franquia, ela recebeu de Miner fitas dos dois primeiros filmes para ter noção da história neles contada, leu o roteiro em cerca de dois dias e chegou ao local das filmagens quando estas já estavam em andamento.
O par romântico de Chris, Rick, foi interpretado por Paul Kratka, na época um estudante universitário de quiropraxia e com alguma experiência no teatro. Depois de ser recusado no teste para o papel de Andy, ele foi escalado para interpretar o protagonista masculino, originalmente chamado de Derek no roteiro. Os diretores de elenco descreveram o personagem como um carpinteiro habitante das montanhas e pediram que o ator se vestisse conforme essa caracterização. Kratka apresentou-se trajando calça jeans, botas de trabalho, camiseta e parca, trazendo consigo duas ripas de madeira e uma serra circular; impressionados, Miner e Mancuso Jr. finalmente o contrataram. Segundo o ator, o nome do personagem foi trocado porque os cineastas queriam que na cena de morte dele, Kimmell gritasse um nome monossilábico. Com a recusa de Steel em retornar, houve dificuldade de encontrar a intérprete da nova protagonista, o que levou Kratka a ser chamado várias vezes para ler as falas ao lado das muitas candidatas ao papel.
Tracie Savage, intérprete da adolescente grávida Debbie, já havia trabalhado como atriz infantil, tendo aparecido em episódios de telesséries como Little House on the Prairie e Happy Days. Ela estava se preparando para cursar a faculdade e pretendia abandonar sua carreira no entretenimento quando recebeu a proposta de atuar em Friday the 13th Part 3. Sua mãe, a agente de talentos Judy Savage, sugeriu-lhe fazer o teste de elenco e ela aceitou, entusiasmada com a ideia de fazer seu primeiro filme de terror e com a oportunidade de conseguir algum dinheiro para pagar a faculdade. Na época, Judy também agenciava outros atores escalados para o projeto, entre eles Kratka e David Katims, que interpretou Chuck. Para conseguir o papel de Andy, o atleta namorado de Debbie, Jeffrey Rogers teve que demonstrar que tinha a habilidade de andar de ponta cabeça, uma vez que, em sua sequência de morte, o personagem seria visto caminhando com as mãos instantes antes do ataque de Jason.
Larry Zerner, de 18 anos, foi descoberto por Kitrosser e Watson enquanto caminhava numa rua em Westwood, na Califórnia, distribuindo ingressos de cinema para a estreia de Mad Max 2: The Road Warrior. Ele era apenas um aspirante a ator e foi considerado "perfeito" para o papel de Shelly, um jovem obeso que, como forma de compensar a baixa autoestima, faz brincadeiras para enganar os amigos. Ao ler o roteiro, Zerner identificou-se com o personagem: "em 1982, eu era dolorosamente semelhante a Shelly. Apenas tentei dar a ele um pouco de senso de dignidade, mas meu cabelo naquela época era simplesmente horrível". Miner o instruiu: "Não se transforme em um personagem, apenas seja você mesmo". Vera, o interesse romântico de Shelly, foi interpretada por Catherine Parks, que havia sido vice-campeã no Miss América em 1977, depois de ter conquistado o título de Miss Tampa, na Flórida; sua primeira aparição no cinema foi no suspense Looker (1981), de Michael Crichton.
Katims e Rachel Howards interpretaram Chuck e Chili, um casal de hippies viciados em maconha. Durante os testes, Katims contracenou com outra candidata ao papel de Chili, de modo que ele e Howards só se encontraram durante uma reunião geral do elenco selecionado. Ator de teatro, Katims considerou o roteiro pobre e sem sentido, mas aceitou entrar para o projeto pelo cachê de 40 mil dólares. Sua atuação foi inspirada pela dupla humorística Cheech & Chong e o papel exigiu que ele deixasse seu cabelo e barba crescerem. Steve Susskind e Cheri Maugans foram selecionados como o casal Harold e Edna. Susskind foi contratado após um amigo indicá-lo a Miner. Maugans surpreendeu em seu teste por não corresponder ao estereótipo que o roteiro previa para sua personagem: jovem colegial com sobrepeso, acne e compulsão alimentar; apesar disso, Miner decidiu escalá-la. Para conseguir o papel, ela teve que apresentar-se com bobes nos cabelos, sapatos ruins, roupão de banho e sem maquiagem.
Nick Savage, Gloria Charles e Kevin O'Brien foram respectivamente escalados como Ali, Fox e Loco, membros de uma gangue de motoqueiros. Savage já havia interpretado um gângster na telessérie Hill Street Blues e fez o teste para o filme por indicação de seu agente. Após chegar com sua motocicleta recém-comprada em uma das sessões de elenco, foi rapidamente contratado por Miner. O veterano de todo o elenco, em termos de anos de experiência como ator, era David Wiley, intérprete de Abel, um "vidente maluco" que tenta alertar os jovens a não entrarem no domínio de Jason — uma referência a Crazy Ralph, personagem de Walt Gorney nos dois primeiros filmes. Wiley havia participado de alguns episódios da série Hogan's Heroes e já atuava no cinema e na televisão desde o final da década de 1950.
Para o papel de Jason Voorhees, Miner comentou que os produtores queriam alguém que fosse maior, mais forte e mais atlético do que os intérpretes do antagonista no segundo filme. O escolhido foi o dublê e ex-trapezista britânico Richard Brooker, que respondeu a um anúncio da produção na revista Dramalogue, do grupo Backstage. Ele tornou-se o primeiro ator a usar a máscara de hóquei de Jason, sendo selecionado em função de suas habilidades acrobáticas, decorrentes de muitos anos em turnê com alguns dos principais circos do mundo. Brooker foi escalado logo em sua primeira reunião com Miner, que lhe disse: "Nunca venha até mim para perguntar qual é a sua motivação, porque você não tem motivação. Você é apenas um assassino estúpido que simplesmente sai e mata. Você é como a versão humana de Jaws".

### Filmagens
Friday the 13th Part III foi o primeiro filme da franquia a não ser gravado na Costa Leste dos Estados Unidos. As filmagens começaram em março de 1982 em locações do Valuzet Movie Ranch, um rancho situado nas proximidades de Saugus, em Santa Clarita, na Califórnia. Parte da fazenda cinematográfica Melody Ranch Motion Picture Studio, a localidade com 750 hectares de celeiros, cabana e pinhal já havia sido palco de vários faroestes estrelados por artistas como Tom Mix, Roy Rogers e John Wayne. Por oferecer acessos rodoviários adequados, o local foi considerado ideal por Miner e sua equipe. O cineasta relembrou: "O lugar tinha muito cenários e adereços excelentes, de modo que procurávamos construir o filme em torno do lugar, alterando as peças da história e certas cenas para que pudéssemos maximizar todos os grandes cenários".
A casa de verão e o celeiro apresentados no longa-metragem como parte do cenário de Higgins Haven foram personalizados sob encomenda para a produção; além disso, o lago foi criado artificialmente. A fazenda foi severamente danificada por um incêndio no início da década de 2000, mas foi recuperada. A casa, por sua vez, permaneceu no rancho até ser destruída em 2006, também por um incêndio; em 2021, foi anunciada a construção de uma réplica da cabana, bem como a recriação do lago. Filmagens externas adicionais foram registradas em Green Valley e seus arredores, no Condado de Los Angeles, com os exteriores da mercearia sendo filmados em um supermercado real localizado nas montanhas Angeles Crest. As filmagens foram iniciadas no rancho, no cenário do armazém, o qual apresentava externamente um posto de gasolina e prédios com estilo espanhol de aparência autêntica. As cenas de abertura foram filmadas em momentos diferentes, entre março e maio de 1982.
As gravações foram afetadas por diversos fatores naturais, incluindo chuva forte, neve e calor intenso. Durante os registros das cenas na mercearia, começou a nevar tão fortemente na locação que o elenco e a equipe foram alertados a deixá-la, pois correriam o risco de ficar presos no local por vários dias. Tempestades frequentes também causaram prejuízos ao cronograma de produção. As filmagens tiveram que ser paralisadas por um dia quando a cabana foi infestada por um enxame de abelhas. Além disso, havia muitas cascavéis no rancho, o que levava alguns integrantes da equipe a atirarem nas cobras para defenderem-se dos ataques delas. A produção incorporou um guindaste Louma, que transportava uma câmera de controle remoto que podia ser guiada em áreas anteriormente inacessíveis, permitindo a obtenção de movimentos de câmera incomuns para a época. Em certa ocasião, o guindaste caiu, quase ferindo alguém; a dificuldade de lidar com o dispositivo era tanta que alguns integrantes da equipe passaram a vestir camisetas com os dizeres "Eu odeio o Louma".
Os efeitos tridimensionais do longa-metragem foram obtidos através do sistema Marks 3-D adaptado ao equipamento de câmera ArriVision, projetado pela ArriFlex e também usado em Amityville 3-D (1983) e Jaws 3-D (1983). Esse equipamento conferia aos filmes uma proporção de tela de 2:35:1, aumentando assim o alcance potencial dos efeitos. A maior dificuldade para a equipe de efeitos ao trabalhar com o 3D foi lidar com a iluminação. Devido ao esquema de duas câmeras e do pouco aperfeiçoamento da tecnologia estereoscópica na época, havia a necessidade de uma enorme incidência de luz nos cenários, o que levava a resultados imprevisíveis nas filmagens, empalidecendo os rostos dos atores e deixando as cenas com aspecto desbotado. Além disso, a forte luminosidade tornava o ambiente muito mais quente e desconfortável.

Jason cambaleia com um machado cravado na cabeça. Um exemplo de filmagem com objetos (mãos, cabo do machado) apontados para a câmera, visando o efeito de imersão em 3D.

Devido à novidade das lentes tridimensionais, o processo de filmagem foi extenso; às vezes, a equipe demorava horas para preparar uma única cena e o elenco realizava várias tomadas de uma mesma cena para que o diretor de fotografia capturasse adequadamente os efeitos 3D. Havia a dificuldade adicional de configurar a filmagem para capturar a ação na câmera duas vezes, dadas as lentes duplas necessárias para o processo 3D, de modo que um cronograma de gravações que seriam rodadas em três ou quatro semanas acabava se estendendo para dez semanas. Zerner lembrou que o aperfeiçoamento de tais efeitos frequentemente suplantava o desempenho dos atores: "Rapidamente ficou claro que, na maioria das vezes, as atuações não importavam. Quando estávamos filmando a cena na loja de conveniência com os membros da gangue e eu tinha que jogar uma carteira na câmera, era 'Acerte na câmera!' Então, depois de dez tomadas era 'Acerte na câmera, idiota!'" Savage endossou essa percepção, afirmando que "não interessava como as linhas [do roteiro] eram ditas"; apesar disso, a atriz enfatizou: "nenhum de nós estava chateado de verdade, pois estávamos muito felizes por estrelar um filme. Sabíamos que aquilo não nos tornaria grandes estrelas, mas fazia parte da história do cinema".
Susskind ficou realmente assustado com a presença de Brooker como Jason na sequência da morte de Harold. Brooker deveria golpear um molde especial de tórax preenchido com sangue cenográfico acoplado ao corpo de Susskind, fazendo o líquido jorrar em direção à câmera, em um determinado ângulo para o efeito 3D. Ao ensaiar com um cutelo de madeira balsa, o intérprete de Jason acertou acidentalmente o queixo de seu colega de cena. No momento da filmagem, dessa vez com um cutelo real, Susskind ficou paralisado de medo e teve que ser acalmado por Miner. Os atores conseguiram concluir a cena, mas o resultado final não saiu como esperado, uma vez que o sangue não jorrou, apenas acumulou-se dentro do peito falso. Para a sequência da morte de Edna, que recebe de Jason uma agulhada na parte de trás da cabeça, a equipe teve que cronometrar as lentes 3D para que a agulha fosse introduzida no momento certo, o que dificultava bastante a filmagem. Apesar disso, Maugans relembrou: "Não me sentia muito confortável com aquela agulha enfiada perto da minha cabeça, mas todos tornaram isso divertido. Nunca achei que fosse me machucar".
Para a sequência em que Chris acerta o machado na cabeça de Jason, que cambaleia por um momento com a ferramenta cravada no crânio, Brooker precisou ensaiar os movimentos com precisão, simulando a contração dos braços e o esticamento dos dedos do vilão, para "realmente ter certeza de que interpretaria Jason como um monstro que estava constantemente sendo alimentado pela raiva". Contudo, Brooker não filmou o exato momento do impacto do machado, pois o técnico de efeitos especais Doug White encarregou-se de interpretar Jason nessa rápida sequência; ele comentou: "A cena em que Dana acerta Richard na cabeça com o machado foi basicamente feita com um fantoche operado por mim. Em resumo, peguei uma luva de aço, coloquei minha mão lá e foi isso que levou o golpe, não a cabeça de Richard".
A cena final em que o cadáver da Sra. Voorhees emerge do lago e agarra Chris na canoa é uma recriação da sequência final do primeiro filme em que Jason salta da água para atacar Alice. Marilyn Poucher, uma maquiadora que estava trabalhando como diretora assistente na produção e que também havia atuado como dublê em algumas cenas, foi selecionada para o papel da mãe de Jason por ter o rosto considerado ideal para a personagem, que deveria "ter uma cara magra, como carne sobre osso", resultado de estar na água há muitos anos. Poucher teve que ir a um salão de beleza depilar o rosto para que a máscara de látex projetada para ela não grudasse em seus pelos faciais e ficasse impossível de remover. Usando uma roupa de mergulho e carregando pesos extras para se manter no chão, a artista teve que repetir a cena cerca de sete vezes, tendo que voltar a cada tomada para a água do lago, que ela descreveu como "suja, nojenta e cheia de criaturas vivas. Tinha sapos, girinos e larvas de mosquito".

### Fotografia
O diretor de fotografia do longa-metragem foi Gerald Feil, lembrado por seu trabalho em produções como o drama Lord of the Flies (1963) e o terror He Knows You're Alone (1980), primeiro filme da carreira de Tom Hanks. Quando entrou para o projeto de Friday the 13th Part III, Feil acreditava no experimentalismo da tecnologia 3D; como diferencial em relação a outros filmes de terror da época, ele e sua equipe trouxeram para as cenas sombras escuras e abundantes e um estilo de câmera "desgovernado" para aumentar a tensão. Também ajudou a refinar e projetar variadas configurações de sistema de câmera, o enquadramento e a iluminação para o processo 3D, precisando, por exemplo, construir uma lua falsa em cima de um guindaste para as cenas noturnas, com a finalidade de criar luz suficiente para filmar os efeitos tridimensionais.
Apesar da pressão pelo aprimoramento de o 3D ter sido significativamente maior comparada a seus projetos cinematográficos anteriores, Sadoff, o supervisor de efeitos estereoscópicos, não passou por muitas dificuldades técnicas durante as filmagens. Pelo contrário, ele queria que os efeitos do filme fossem "vanguardistas" e "revolucionários", mas não conseguiu filmar diversas sequências da forma como realmente desejava. Em suas palavras: "Meu objetivo com Friday the 13th Part III era fazer com que as coisas realmente dobrassem, encaixassem e curvassem das maneiras mais emocionantes. No final das contas, o filme não foi tão inovador quanto eu esperava que fosse porque, como disse, eu queria fazer um filme de vanguarda, mas com um filme de Friday the 13th você é meio que enquadrado numa determinada fórmula".

### Efeitos especiais

A cena da morte de Rick, interpretado por Paul Kratka, foi a que mais desafiou a equipe de efeitos especiais. Na imagem, o boneco construído para ser usado na cena.

Assim como no filme anterior, o artista de maquiagem Tom Savini foi convidado para a produção, mas recusou a proposta por estar envolvido em outros projetos na época, entre os quais Creepshow, de George A. Romero. O criador de efeitos especiais Stan Winston, amigo de longa data de Miner e colaborador secundário na produção do segundo longa-metragem, chegou a ser contratado; contudo, sua contribuição foi, novamente, pouco relevante, pois ele não permaneceu por muito tempo no projeto. O retorno de Carl Fullerton, artista de efeitos da Parte 2, também não foi possível devido a conflitos de agendamento. Miner então contratou Doug White, sócio-próprietário da Makeup Effects Lab, uma empresa especializada em maquiagem especial e efeitos físicos como quebra de portas ou estilhaçamento de vidros. White já havia colaborado com Winston e trabalhado em filmes como Evilspeak (1981), The Sword and the Sorcerer (1982) e Parasite (1982).
O orçamento para os efeitos de maquiagem do longa foi consideravelmente maior do que o disponibilizado para a sequência anterior, dado o orçamento estimado em 4 milhões de dólares do terceiro filme, mais do que o dobro do valor gasto na segunda parte. Ao descrever o trabalho desenvolvido por sua equipe, White afirmou que um aspecto importante foi encontrar maneiras criativas para Jason matar as novas vítimas: "Quando me encontrei com Steve [Miner] e os produtores, eles me pediram para pensar em cerca de dez mortes de ótimo visual que poderiam ocorrer numa fazenda. Fomos realmente capazes de ser criativos na Parte 3". Apesar disso, compromissos de trabalho conflitantes com projetos simultâneos forçaram muitos integrantes da equipe de White a deixarem a produção em vários estágios.
A primeira aparição de Jason com a máscara de hóquei acontece no momento da morte de Vera, no qual o assassino dispara um arbalete cujo arpão acerta o olho da personagem. Para tornar essa cena possível, um cabo foi estendido até um poste próximo do qual Parks posicionou-se. Brooker enganchou a arma no cabo e disparou a lança, fazendo-a percorrer ao longo da corda. A filmagem foi imediatamente cortada para uma tomada de reação de Parks, criando a ilusão do impacto do arpão no crânio da vítima. Uma pequena placa protética de acrílico foi colada no rosto da atriz, ajustando-se a seu globo ocular. Como essa prótese tinha textura ligeiramente esponjosa, a sequência teve que ser filmada numa única tomada, uma vez que assim que Parks caísse no lago, a peça de maquiagem absorveria a água e se desmancharia.
Em outra cena de assassinato, Andy anda de ponta cabeça no corredor, enquanto Jason se esgueira por trás dele com um facão e o corta ao meio. Para conseguir um efeito realista nessa sequência, White e sua equipe planejaram alguns dispositivos que falharam. Inicialmente, tiveram a ideia de construir um boneco de Andy totalmente mecânico, mas ao perceberem que isso não funcionaria, decidiram fazer um molde de espuma previamente dividido em duas metades unidas por velcro. O técnico Marty Becker suspendeu o molde até o teto por meio de fios em direção a um equipamento de desconexão rápida. No momento em que o facão atingiu o ponto de separação das duas partes da peça, o técnico ativou o dispositivo e este soltou primeiro as pernas e depois os quadris do boneco. A equipe construiu na casa um piso de plexiglas abaixo do qual a câmera foi colocada para se obter a filmagem na perspectiva do piso até o teto. Na versão final da cena, técnicas de edição foram usadas para mostrar apenas um pouco da carnificina, como respingos de sangue na câmera; somente depois que o corpo é descoberto por Debbie, o público tem uma compreensão maior da brutalidde da morte.
A cena do assassinato de Debbie, esfaqueada pelas costas até a lâmina perfurar-lhe o peito, é basicamente uma recriação da morte de Jack, interpretado por Kevin Bacon em Friday the 13th (1980). Houve, inclusive, a reutilização do efeito elaborado por Savini para o primeiro filme: um molde do torso de Tracie Savage foi construído para ser perfurado pela faca e numa rede de descanso (substituindo a cama da cena com Bacon) fez-se um orifício para que a atriz, enquanto agachada sob a rede, posicionasse a cabeça. A intérprete permaneceu na sala de maquiagem por aproximadamente quatro horas para que a equipe conseguisse colar o torso falso em seu pescoço e, apesar de o momento da morte ser mostrado durante poucos segundos na tela, o processo de iluminação cênica levou mais duas ou três horas. O próprio Savini foi referenciado nessa sequência no momento em que Debbie, instantes antes de ser assassinada, folheia uma edição da revista Fangoria que traz um artigo sobre o trabalho do artista.
Projetar a cena em que Jason esmaga a cabeça de Rick, cujo olho salta da órbita em direção à câmera em 3D, foi o trabalho que mais desafiou a Makeup Effects Lab. White cogitou primeiramente o uso de ar comprimido para disparar o globo ocular para fora da cabeça protética, mas era impossível controlar a direção tomada pelo olho cenográfico. A segunda ideia foi prendê-lo na extremidade de uma haste de metal, porém, esta poderia ser vista na tela devida à visão dupla direita-esquerda do sistema 3D. White finalmente decidiu fixar o olho protético num pequeno fio fino que foi preso na lateral da cabeça de um boneco que representava um busto de Rick. Esse adereço foi construído a partir de moldes da cabeça e torso de Kratka; pele de látex, uma peruca e roupas foram usados para vestir o boneco. O fio manteve-se escondido da câmera devido ao ângulo do alvo na direção do qual o olho seria lançado. Assim White explicou o procedimento que o levou a conseguir o efeito:
"Tínhamos um fio monofilamento, preso na lateral da cabeça [e também conectado] a uma folha de plástico transparente com um furo no centro, a qual foi posicionada entre as duas lentes. Você nunca verá o fio. Então, havia uma linha irregular que percorria o mesmo fio e chegava até o globo ocular e a órbita. Quando foi feito o movimento de Jason esmagando o crânio, a boca da cabeça do fantoche se abriu [como se gritasse], e na deixa certa puxei a alavanca para que a cabeça entrasse em colapso. A cabeça foi projetada de tal forma em fibra de vidro que parecia um quebra-cabeça por dentro, de modo que, quando puxei a alavanca toda a lateral da cabeça colapsou e Marty puxou o olho para fora da órbita ao mesmo tempo".

### A máscara de Jason

A máscara de hóquei no gelo, usada por Jason pela primeira vez em Friday the 13th Part III, tornou-se o maior símbolo do vilão pelo restante da série. Segundo Martin Jay Sadoff, supervisor de efeitos 3D, a peça original, baseada num protótipo de 1959, foi moldada a partir de uma máscara de goleiro do Detroit Red Wings.

Os envolvidos na produção apresentam diferentes versões para a motivação de dar a Jason Voorhees uma máscara de hóquei; da mesma forma, a autoria da ideia também é disputada. A respeito disso, o produtor associado Peter Schindler comentou que foram feitos testes de filmagem com diferentes tipos de máscaras e a de hóquei foi a escolhida por Miner. Schindler enfatizou: "Provavelmente foi ideia de todos e todos querem o crédito, mas não foi ninguém em particular". Segundo a figurinista Sandi Love, muitos integrantes da equipe eram canadenses e fãs de hóquei e, de vez em quando, faziam comemorações inspiradas no esporte durante o intervalo das filmagens; ela acredita que "o conceito era que, assim como uma máscara de hóquei protege um goleiro, [o acessório] também era uma forma de Jason se proteger".
Um dos relatos mais difundidos é o de Sadoff, que conta que a ideia surgiu quando Miner solicitou um teste de iluminação no set. A  equipe de efeitos não estava disposta a aplicar maquiagem em Brooker, então o técnico de efeitos especiais Marty Becker sugeriu colocar uma máscara no ator. Sadoff, ex-jogador de hóquei, havia trazido consigo uma sacola com equipamentos usados no esporte. Ele então pegou uma máscara de goleiro do Detroit Red Wings para o teste. Miner adorou o acessório, porém, durante as filmagens de teste, percebeu que a máscara era muito pequena. Usando a técnica chamada VacuForm, uma fibra cerâmica de silício, White alargou a máscara e criou um novo molde para se trabalhar. Finalizados os moldes, o diretor de arte Terry Ballard aplicou novos triângulos vermelhos na peça para dar-lhe uma aparência única. Orifícios também foram perfurados na máscara e as marcações foram alteradas, tornando-a diferente do modelo original de Sadoff.
O estilo da máscara fornecida por Sadoff era semelhante ao do protótipo de fibra de vidro criado em 1959 por Jacques Plante, goleiro canadense precursor do uso de máscaras de proteção na National Hockey League. A despeito de ter se tornado um objeto significativo para a história do cinema de terror, a máscara de Jason não foi, à época, destinada à preservação após o término das filmagens. Zerner, cujo personagem Shelly é o primeiro a usar o acessório no enredo do filme, relatou: "Perguntei a eles, depois do filme, se eu poderia ficar com a máscara de hóquei e me disseram que ela havia sido levada [do set], então imaginei que a máscara poderia ser usada no futuro". Sadoff, por sua vez, disse ter ficado com a peça para si, mas a vendeu: "Eu vendi a máscara de hóquei original. Deveria tê-la guardado, valeria uma fortuna".
O rosto grotesco de Jason, a ser exibido apenas no final do filme, era outro ponto-chave da produção. O primeiro modelo da face do vilão foi pintado e esculpido por Stan Winton, porém, ficou inacabado após o artista deixar o projeto. Apesar disso, uma breve cena de flashback que mostra Chris encontrando Jason pela primeira vez, fornece um vislumbre da maquiagem elaborada por Winston, ainda que os detalhes do rosto em si não possam ser visualizados. Quando o longa já estava com mais de dois meses de filmagem, White foi chamado para criar, em menos de uma semana, o novo visual de Jason. Inicialmente, Miner queria uma combinação de elementos do visual criado por Savini no primeiro filme com o do elaborado por Carl Fullerton para o segundo longa-metragem. Entretanto, depois o diretor deu preferência à versão de Savini e pediu uma aparência "mais mutante" para o vilão; Miner e White tentaram, então, criar uma versão adulta do Jason que saltou do lago no fim do filme original. O processo de criação do visual de Jason foi um trabalho árduo para White, que teve de fazer alterações constantes no rosto de Brooker até o último dia de filmagem.
Como na versão de Winston os olhos de Jason estavam nivelados, White teve que fazer alterações para incluir o "olho caído" do personagem, que consistia em um olho de vidro que podia deslocar-se através da máscara. Entretanto, o design de Winston para a parte de trás da cabeça de Jason teve que ser mantido, simplesmente por não haver mais tempo suficiente para elaborar uma cabeça inteiramente nova. A maquiagem definitiva consistia de duas peças faciais protéticas criadas para Brooker usar por baixo da máscara de hóquei. Uma delas era composta por cerca de onze partes diferentes e levava em torno de seis horas para ser aplicada no rosto do intérprete. Essa maquiagem foi usada nas cenas em que a máscara era removida, exibindo o rosto deformado de Jason. Para as cenas em que a face estava coberta, foi criada uma peça de cabeça simples, que consistia em uma única peça que apenas deslizava sobre a cabeça de Brooker, expondo o rosto do vilão, mas não o restante de sua cabeça. O visual de Jason novamente sofreu mudanças significativas, visto que seus cabelos longos e barba vistos em Friday the 13th Part 2 foram removidos no terceiro filme.

### Pós-produção
Como Friday the 13th Part 2 enfrentou muitas dificuldades com a MPAA ao ser lançado nos cinemas, os produtores do terceiro filme estavam bastante receosos com a censura que a associação exigiria. Assim, eles decidiram que algumas das cenas consideradas como as mais violentas deveriam ser editadas previamente, de forma a evitar a classificação X, que dificultaria a distribuição por restringir o público a maiores de 18 anos. A sequência da morte de Vera foi uma das mais modificadas; na filmagem original, Jason arremessa a lança a cerca de 30 a 45 metros da câmera, o espectador pode ver a arma vindo em sua direção por toda a distância e, então, a lança se aloja no olho da personagem, que reage ao impacto e cai na água, com grande derramamento de sangue. De acordo com White, a intensidade da cena vinha da reação crível de Parks: "Filmaram uma cena lateral dela tendo uma reação após o impacto [...], e então cortaram para ela virando de lado com a ponta da lança e indo em direção à câmera para o efeito 3D. Mas cortaram a reação porque disseram que parecia boa demais".
Outras cenas também foram editadas para ficarem um pouco menos gráficas. A morte de Andy originalmente mostrava sua perna sendo cortada e seu estômago rasgado; o assassinato de Edna, cuja cabeça é perfurada por uma agulha de tricô, incluía inicialmente um excessivo fluxo sanguíneo; o empalamento de Chili com o ferro em brasa foi cortado por causa de um frame que mostrava sangue vaporizando e pingando no chão; o momento em que Debbie é morta também foi bastante atenuado, visto que a versão original mostrava sangue escorrendo pelo peito e respingando no rosto da personagem; e a eletrocussão de Chuck, apenas vislumbrada no filme lançado, foi originalmente planejada para ser um efeito de maquiagem muito mais elaborado e sangrento. Como resultado desses cortes, assim que o filme foi entregue à MPAA, Miner só teve que voltar à bancada de edição uma única vez, ao contrário dos oito cortes exigidos pela conselho de classificação para Friday the 13th Part 2.
No início de julho de 1982, com as filmagens praticamente concluídas, um corte bruto do filme foi exibido para a equipe. A reação geral foi de descontamento com o resultado, inclusive com o 3D, que não impressionou ninguém. Popescu lembrou que decidiu retirar seu nome dos créditos naquele momento e justificou: "Em primeiro lugar, as atuações eram as piores que eu já vi em um filme, mas pior ainda, a fotografia parecia terrível". Posteriormente, muitas das filmagens foram editadas e aprimoradas. Popescu reassistiu ao filme e, dessa vez, até gostou parcialmente do que viu, porém, preferiu continuar desassociado do longa-metragem: "Não me arrependo de retirar meu nome dos créditos, pois não queria ser rotulado como um escritor de terror. Tenho créditos de escrita bons o suficiente e não preciso de Friday the 13th na minha biografia".

### Final alternativo
O final do filme, no qual Chris é atacada na canoa pelo cadáver da Sra. Voorhees, foi apenas um dos três finais que chegaram a ser filmados. Em um desfecho alternativo, haveria uma sequência de pesadelo em que a jovem seria decapitada por Jason da mesma forma que a mãe dele foi assassinada no longa original; no outro, Jason teria o abdome aberto e suas entranhas cairiam em direção à câmera. A respeito do descarte dessas cenas, Miner comentou: "[Tinham] ótimos efeitos, um ótimo trabalho [da equipe], mas, do ponto de vista comercial, optamos pelo final mais convencional, no qual a heroína sobrevive no fim". White lembrou que o principal motivo da rejeição às sequências foi a preocupação dos produtores com o excesso de sangue que seria mostrado nelas, o que poderia aumentar a classificação etária do filme junto à MPAA.
Embora nenhuma filmagem do final com a decapitação da protagonista tenha sido preservada ao longo dos anos, fotografias da cena e de seus bastidores foram descobertas mais de três décadas após o lançamento da produção. Divulgadas em outubro de 2014, essas imagens permitiram uma reconstrução visual da sequência. Nesse desfecho, Chris acorda na canoa depois de tornar-se a única sobrevivente dos eventos da noite anterior; ela rema de volta à margem do lago e começa a caminhar, exausta, em direção à casa de campo. De repente, escuta um barulho vindo da casa e, pensando ser Rick, corre para a varanda. Assim que chega à porta da frente, ela é surpreendida por Jason, que a agarra pelos cabelos e a decapita com um facão. As fotos recuperadas também mostram o rosto que Winston criou originalmente para Jason, uma prótese facial bastante diferente da que é vista na versão final do filme. Quando essa cena foi cortada do longa, o visual do personagem também foi completamente reformulado.

### Música
A trilha sonora do longa-metragem foi composta por Harry Manfredini, que também compôs as partituras dos dois primeiros filmes da série. Entretanto, ele comentou que, por estar ocupado trabalhando em um musical da Broadway na ocasião, sua contribuição em Friday the 13th Part III foi praticamente simbólica. A maior parte da trilha foi retirada do estoque já existente dos dois filmes anteriores; o compositor apenas juntou algumas das peças instrumentais em suítes razoavelmente longas, colocou-as em sequências mais audíveis e as regravou, para que as canções ganhassem mais destaque diante dos outros efeitos sonoros do filme, tais como chuva, vento, diálogos e sons de animais. Manfredini afirmou nunca ter assistido ao filme inteiro; ele apenas trabalhou na partitura das cenas iniciais e finais, ficando o restante da produção sonora a cargo do editor musical Jack Tillar.
Para atender a solicitação dos produtores de uma abertura musical "realmente contemporânea e familiar" para o filme, Manfredini contatou seu amigo Michael Zager, compositor e produtor musical mais conhecido por seu trabalho com música disco e R&B. Ao longo dos anos 1970, Zager havia produzido músicas para artistas como Peabo Bryson, Cissy Houston, Luther Vandross e Whitney Houston, além de ter colaborado com Deniece Williams em um tie-in de Footloose (1984). Como o gênero disco era muito popular àquela altura, Manfredini pediu que Zager adaptasse o riff do tema original de Friday the 13th em uma versão disco funky. O tema, inteiramente composto e gravado em um apartamento ao longo de alguns dias, foi usado nas sequências dos créditos de abertura e encerramento e em alguns tons orquestrais de cenas seguintes. Os músicos montaram uma banda fictícia, Hot Ice, com a qual lançaram um single da canção, que também foi incluída nos lançamentos da trilha sonora do filme. Segundo Manfredini, a faixa foi "uma tentativa de fazer um single de sucesso utilizando alguns dos sons da partitura" e tornou-se popular em discotecas e clubes gays da época.
Após o lançamento de Friday the 13th Part III em 1982, a Gramavision Records disponibilizou nos Estados Unidos um LP de peças selecionadas das partituras de Manfredini dos três primeiros filmes, sendo este o primeiro lançamento oficial de uma trilha sonora da série Friday the 13th; reedições foram lançadas em 1983 e 1987 na França pela Milan Records. Esse álbum também gerou um dos itens colecionáveis mais raros da franquia, o single promocional de 12 polegadas do tema disco da Parte 3. Em 13 de janeiro de 2012, a La-La Land Records lançou uma caixa coletânea de seis CDs em edição limitada contendo as partituras de Manfredini dos seis primeiros filmes. Essa edição esgotou em menos de 24 horas. Em parceria com a Waxwork Records, o compositor revisitou as fitas analógicas originais e masterizou fielmente a partitura completa para vinil, resultando em um LP duplo que foi disponibilizado pela Waxwork em 2015, marcando o primeiro lançamento individual da trilha sonora do terceiro filme.

## Lançamento

### Divulgação e estreia
Inicialmente, os executivos da Paramount discutiam lançar Friday the 13th Part III em um total de 800 a 1200 salas de cinema, o que seria, para a época, o maior lançamento de um filme 3D de todos os tempos. O estúdio gastou cerca de 3 milhões de dólares para comercializar e promover o filme, com anúncios promocionais que enfatizavam, acima de qualquer outro aspecto, a tecnologia 3D da produção. A fim de possibilitar que cinemas incompatíveis com a tecnologia tridimensional também pudessem exibir o filme, a Paramount iniciou um processo de conversão que custou 2 milhões de dólares, "um montante igual ao custo negativo de todo o filme", e foi concluído sete semanas antes da estreia. Fazendo jus ao próprio título, Friday the 13th Part III foi o primeiro filme da franquia a ser lançado em uma sexta-feira 13, estreando nos cinemas de Los Angeles e Nova Iorque em 13 de agosto de 1982. Foi o primeiro filme 3D a receber um lançamento nacional nos Estados Unidos, estreando em 1 079 salas, das quais 813 eram compatíveis com a tecnologia de três dimensões, enquanto o restante consistia em cinemas drive-in que não conseguiam acomodar o formato especial.

### Distribuição internacional
Em setembro de 1982, a Paramount começou a negociar a distribuição mundial do filme, o que incluiu uma reunião em Londres com gerentes de publicidade de nove territórios estrangeiros. Em parceria com a United International Pictures, o estúdio buscou assegurar que o longa fosse lançado no exterior com a mesma tecnologia estereoscópica com que foi exibido nos Estados Unidos. Para isso, o estúdio promoveu seminários sobre estratégias de marketing e distribuição e preparou um manual em vídeo para projecionistas. O executivo Lo Presti planejava viajar para outros mercados europeus e asiáticos para ajudar a "preparar" os expositores de cinema para o lançamento em 3D. Esperava-se que o filme estreasse primeiro no Japão e posteriormente se expandisse por um território de cada vez. Para que o longa pudesse ser lançado nacionalmente em cada país e não apenas nas grandes cidades, a Paramount esperaria até que um número suficiente de cinemas se adaptasse ao método de projeção do estúdio.
Devido às considerações técnicas impostas aos cinemas para a exibição do filme, o lançamento em alguns países ocorreu meses ou mesmo anos depois da estreia nos Estados Unidos. O longa só foi lançado no Canadá em 20 de agosto de 1982, uma semana após a estréia no território estadunidense, e na Argentina, em 28 de outubro daquele ano. No entanto, demorou ainda mais para chegar à Europa, estreando na França em fevereiro de 1983 e, na Suécia, só em abril de 1985. O longa-metragem também chegou com bastante atraso ao Brasil, estreando em Curitiba, Paraná, em 20 de junho de 1985 e, na cidade do Rio de Janeiro, em 15 de novembro do mesmo ano.

### Bilheteria
O filme arrecadou 9 406 522 dólares em seu fim de semana de estreia, com uma média de quase 9 000 dólares por sala, e quebrou o recorde de abertura de um filme de terror então pertencente a Friday the 13th (1980); também superou produções como The Best Little Whorehouse in Texas e E.T. the Extra-Terrestrial. Nos Estados Unidos, o longa arrecadou um total estimado em 34 milhões de dólares. Esse valor bruto aumentou para 36 690 067 dólares depois que a Paramount, imitando uma estratégia usada pela Fox para aumentar a arrecadação de Porky's (1981), decidiu relançar Friday the 13th Part III em um número limitado de cinemas pouco meses depois. Alcançou o 21º lugar entre os filmes de maior bilheteria de 1982, superando obras como Blade Runner, The Road Warrior, Sophie's Choice, Tron e Creepshow.
O sucesso de público do filme é atribuído à curiosidade sobre o 3D e à visão de uma nova e aprimorada versão de Jason. Em 2022, a bilheteria ajustada pela inflação era estimada em 114 438 060 dólares; mantinha-se como o quarto filme mais lucrativo da série Friday the 13th e o terceiro de maior arrecadação, com aproximadamente 11 762 400 ingressos vendidos, sendo superado apenas pelo original de 1980, com 14 778 700 bilhetes, e por Freddy vs. Jason, com 13 701 900 ingressos. De acordo com o Box Office Mojo, Friday the 13th Part III é o quinto entre os dez filmes slasher de maior bilheteria da década de 1980, superando, por exemplo, Halloween II (1981), A Nightmare on Elm Street (1984),  e Child's Play (1988); na lista dos filmes slasher mais lucrativos de todas as épocas, o longa aparece na vigésima sexta colocação.

### Crítica
O agregador de críticas Rotten Tomatoes indica, com base em 29 resenhas, que apenas 7% dos críticos especializados deram a Friday the 13th Part III uma avaliação positiva; a classificação média é de 3,6 em 10. O consenso dos críticos do site diz: "Jason pode ter consolidado seu guarda-roupa icônico neste lançamento, mas Friday the 13th Part III carece de quaisquer outras características distintivas, contando com uma fórmula cansada de esfaquear e repetir". No Metacritic apresenta uma pontuação média de 30 em 100, com base nas opiniões de sete críticos, o que indica "avaliações predominantemente desfavoráveis". Em 2022, era a sequência com a avaliação mais baixa da franquia Friday the 13th na listagem do Rotten Tomatoes; no Metacritc, contudo, sua nota era uma das maiores entre os filmes da série, empatando com Friday the 13th Part VI: Jason Lives (1986) e, inclusive, superando as médias do original de 1980 (22 pontos em 100) e do segundo longa-metragem (26 pontos em 100).

#### Resenhas contemporâneas ao filme
Janet Maslin, em sua crítica para o The New York Times, reprovou o enredo por ser derivado, porém, elogiou as atuações de Kimmell, Savage, Rogers e Parks, o que ela considerou uma grande melhoria em relação à atuação das produções predecessoras. A autora também escreveu que o uso da técnica 3D por Miner foi inovador e mais profissional quando comparado a outros filmes lançados na época, afirmando: "Como em cada um dos outros filmes 3D recentes, dos quais este é facilmente o mais profissional, dedica-se muito tempo a experimentar o truque. Títulos aproximam-se de você. Ioiôs giram. Pipoca estoura. Cobras se lançam em direção à câmera e atacam. Eventualmente, a novidade passa, e o que resta é o espetáculo agora familiar de garotos legais e idiotas sendo cortados, picados e perfurados".
Tom Shales, do The Washington Post, também elogiou o uso do 3D, destacando o efeito de certas cenas como "atraentemente assustador" e "realmente bonito". Contudo, o autor criticou a violência excessiva e o roteiro: "Os enredos dos três filmes são praticamente idênticos. As únicas fontes de suspense são: Que talher o assassino usará em seguida e em que ordem as vítimas serão eliminadas, até que haja apenas uma moça núbil correndo e gritando com seus pulmões? Eles são tão sem vergonha que até copiam o final falso do primeiro filme e, seja como for, isso foi arrancado de Carrie". Escrevendo para o Los Angeles Times, Linda Gross comentou: "Ironicamente, Friday the 13th Part III é tão terrível que Friday the 13th Part 1 e Friday the 13th Part 2 não parecem tão ruins". Maslin, pelo contrário, afirmou que o longa "seria um pouco melhor do que a Part I ou a Part II, mesmo sem o 3D". Continuando a compará-lo com seus predecessores, ela destacou que o filme "é um pouco mais hábil em provocar o público".
Richard Schickel, da Time, escreveu: "Talvez todas as sequências devessem ser feitas em 3D... É tudo tão horrível que o terror se transforma em humor e a diversão vem da apreciação de ser habilmente enganado por Steve Miner. A forma como o globo ocular de uma das vítimas de Jason salta para fora do crânio e parece voar sobre a cabeça do público por si só vale o ingresso e a colocação dos óculos engraçados". Gene Siskel elogiou os "impressionantes" efeitos 3D do filme, particularmente nos créditos de abertura, também observando a abordagem lenta da trama, já que o "massacre pesado não começa antes de uma hora no filme", mas o criticou por "demorar-se com as mortes iminentes das moças, que são perseguidas pela câmera, então nos encontramos na posição revoltante de persegui-las também".
A Variety forneceu um consenso geral, afirmando: "Friday the 13th foi terrível e arrecadou mais 17 milhões de dólares. Friday the 13th Part 2 foi tão ruim quanto e arrecadou mais de 10 milhões. Friday the 13th Part III é terrível também". A revista acrescentou: "Existem, entretanto, algumas sequências 3D elegantes, de um ioiô subindo e descendo e pipoca estourando". Da mesma forma, a TV Guide atribuiu uma de cinco estrelas ao filme, escrevendo que ele "explora precisamente a mesma fórmula de enredo de seus predecessores, embora o gore seja um pouco menos enfatizado, com a equipe de efeitos especiais concentrando-se no trabalho de profundidade 3D bem feito para sair da mesmice. Mesmo assim, continua sendo um lixo e também fez uma quantia absurda de dinheiro". À Newsweek, David Ansen comentou que "a inovação mais notável de Miner é estender [o] horror das funções corporais ao mais básico: duas vítimas são despachadas depois de uma ida ao banheiro". Alan Jones, da Starburst, disse não recomendar o filme, embora tenha afirmado que o 3D compensa as deficiências da produção, como "diáologo banal, atuação terrível e enredo totalmente sem sentido".

#### Visão em retrospecto
Nas décadas posteriores a seu lançamento, o filme continuou recebendo críticas mistas e negativas por aspectos como enredo, diálogos, atuações e efeitos especiais; entretanto, sua contribuição para o visual definitivo de Jason e importância para o cinema 3D passaram a ser destacados. Em uma análise retrospectiva publicada na The Week, Scott Meslow descreveu-o como "um clássico camp subestimado — mais brega e pateta do que qualquer um de seus antecessores". O autor destaca que, vistos hoje, os efeitos 3D da obra são "estúpidos" e "kitsch", mas funcionaram muito bem com o público em 1982, possibilitando a consolidação da franquia Friday the 13th.
Em uma publicação de 2009 na Slant Magazine, Jeremiah Kipp avaliou o filme com 1,5/4 estrelas, comentando que os personagens adolescentes "parecem refugiados banais e plásticos de uma sitcom, ansiosos por agradar, esperando desesperadamente por uma risada enlatada em cada linha de diálogo". Ele ressaltou que as filmagens da perspectiva de Jason são "menos memoráveis" em comparação aos longas anteriores e que "tudo parece uma caricatura apressada, pintada com as cores vivas e desajeitadas que associamos aos excessos dos anos 1980". Também em 2009, o IGN atribuiu ao filme 4/10 estrelas, descrevendo-o como uma "parcela menor" e "notavelmente mais fraca" da franquia, com uma das protagonistas "menos interessantes" cuja história traumática de fundo envolvendo Jason "adiciona uma pitada de agressão sexual que só valeria a pena adicionar se os cineastas reconhecessem diretamente ou explicassem, o que eles não fazem".
A estudiosa de cinema Carol J. Clover observa que o longa tem sido historicamente citado como um dos mais violentos da série, com um total de catorze cenas de morte. Joseph Maddrey, pesquisador do cinema de terror, destaca que o filme buscou superar seus predecessores, mostrando personagens sendo assassinados por meio de cutelo, agulha de tricô, forcado, arpão, atiçador de lareira, caixa de fusíveis elétricos, além do recorrente facão. Segundo um artigo do MovieWeb, os dois primeiros filmes tiveram, salvo algumas exceções, mortes mais amenas, porém, a terceira parte não se conteve nesse sentido, iniciando a tradição da série de exibir mortes criativas e violentas. É comentado no texto que este é o primeiro filme da franquia a parecer ser algo, de fato, autêntico, o que preparia o cenário para as produções seguintes.
Em 2019, Friday the 13th Part III foi descrito pelo Bloody Disgusting como "uma das sequências mais conceituadas da franquia" e um "marco crucial na história técnica do formato [3D]". Segundo o site, o uso do 3D no filme transmite "todos os aspectos de um filme Friday the 13th em terceira dimensão", não só as "mortes ultrajantes", mas também "piadas falsas como ver um rato ou uma cobra quando você espera ver Jason" ou um "baseado sendo passado para você na tela". O artigo destaca que a obra provou efetivamente que o cinema em formato tridimensional, antes considerado apenas um truque de filmes B, poderia funcionar no mercado de massa, possibilitando que a indústria investisse anos depois em grandes produções que usaram essa tecnologia, como Avatar (2009). Em 2022, uma publicação do MovieWeb também discorreu sobre esses pontos e afirmou que, embora o filme em si possa não ter sido o melhor da série, seu impacto na franquia e no gênero terror não pode ser ignorado. O texto ressalta: "Há toneladas de coisas para os fãs de terror amarem em Friday the 13th, e muitas das coisas que eles mais amam podem ter começado com o terceiro filme".

## Análise temática
Apesar de o foco principal do filme girar em torno da violência perpetrada por Jason e dos gráficos 3D, alguns críticos e acadêmicos têm apontado certos temas e subtextos mais complexos na obra. Para a autora Brennan Thomas, o filme é "topicamente relevante" por apresentar, por meio de seus personagens principais, questões de ridicularização do corpo, isolamento social, estresse pós-traumático e dependência química; lançada poucos anos após o término da Guerra do Vietnã, a produção teria proporcionado "representações francas dos horrores da vida real" ao abordar tais questões, revelando um comentário social sobre a "juventude marginalizada e deslocada" daquele período. Similarmente, o estudioso de cinema Wickham Clayton descreve os personagens Shelly, Chris e Debbie como "desenvolvidos de forma a estimular o envolvimento emocional, [além de serem] projetados em torno de arquétipos introduzidos nos filmes anteriores da franquia, o que reforça o fato de sua maior riqueza".

### Diversidade racial e autoimagem
Thomas destaca que a Parte 3 é o primeiro filme da série a apresentar personagens de grupos minoritários, incluindo dois motociclistas afro-americanos (Ali e Fox) que formam um trio com um motociclista branco (Loco). O elenco principal ainda apresenta uma jovem latina (Vera), que recebe maior desenvolvimento e um arco de história mais complexo. Ao citar Maslin, que também mencionou a adição do "trio interracial de gângsters de motocicleta" como um fator diferencial do filme, Thomas comenta que a aparição do grupo é breve e atrai pouca simpatia, pois o principal objetivo deles é "aterrorizar os brancos de classe média" em retaliação pelos danos causados por estes a seus veículos. Contudo, as autoras concluem que a inclusão desses personagens sugere que Jason "não é afetado por raça ou classe ao escolher suas vítimas".
Shelly, o estudante com sobrepeso que vive pregando peças para mascarar a frustração com sua aparência física, representa o tema do constrangimento com o próprio corpo. Segundo Clayton, nenhum dos "brincalhões sexualmente inativos" dos primeiros filmes "é tão triste e autocomplacente quanto Shelly", que reforça continuamente sua tristeza e autodepreciação, acentuadas depois que Vera, por quem se apaixona, rejeita seus avanços românticos. De acordo com Thomas, body shaming não era um termo do vernáculo no início dos anos 1980, mas é uma noção que "certamente colore as interações de Shelly com outros personagens na tela, bem como o senso de autoestima dele". A autora discorre que a marginalização de Shelly refletia a de muitos veteranos do Vietnã que foram desfigurados em combate e se sentiam invisíveis ou socialmente desconfortáveis, refugiando-se nas drogas e no álcool ou até inventado novas personas para si com a intenção de redirecionar o foco das pessoas para longe de suas aparências físicas; a indiferença da sociedade em relação à situação deles seria simbolizada pela morte silenciosa de Shelly na frente de Chili.

### Caracterização da protagonista
Segundo Thomas, a final girl Chris, sobrevivente de um ataque anterior de Jason, é a personagem mais vulnerável física e emocionalmente da franquia e mostra sinais de TEPT ao longo do filme. Devido ao extenso trauma da personagem, Thomas também compara a vulnerabilidade dela à de um veterano do Vietnã do pós-guerra. Cleyton descreve Chris como o primeiro protagonista da série a ter uma história de fundo explorada. Para o autor, o desenvolvimento dela deve-se à cena de flashback que sugere um possível estupro por Jason, proporcionando a ela um arco de personagem desenvolvido que explica seu colapso mental no final do filme. Clayton argumenta que a caracterização suficiente fornecida a Chris permite que o público tenha um maior envolvimento emocional com ela do que com as heroínas das sequências anteriores.
O escritor Jim Harper nota que Chris não consegue ter contato íntimo com o namorado Rick devido ao trauma resultante da suposta agressão sexual que ela sofreu no passado. De acordo com o autor, em comparação com as final girls de outros filmes de terror contemporâneos como Halloween e A Nightmare on Elm Street, o fracasso de Chris em envolver-se em relações sexuais ocorre em função do trauma em oposição à "repressão ou disfunção". O roteirista Petru Popescu comentou que, ao escrever a história de fundo de Chris, optou por deixar a natureza do encontro entre a jovem e o vilão aberta a interpretações: "Um estupro tiraria o público da fantasia, embora nem todas as mortes o façam? Aceitaremos a mutilação do corpo, mas não a noção de penetração sexual. [...] Se você ver uma cabeça rolando nesses filmes, está tudo bem. É como brincar. Mas ver alguém violado ou desonrado ― isso não é divertido para ninguém. Portanto, deixamos o encontro anterior de Chris com Jason ambíguo."

### Visão política e outras interpretações
O autor David Grove enfatiza que um dos detalhes mais peculiares de Friday the 13th Part III é a revelação de que Debbie e seu namorado Andy estão esperando um filho; o fato de ambos os personagens serem mortos, junto com o filho não nascido, levanta a questão se o filme representaria ou não um determinado ponto de vista político. Segundo Miner, não houve esse tipo de motivação da parte dos cineastas: "O fato de ela estar grávida não deveria ter qualquer tipo de significado oculto, exceto que mostrava que Andy e Debbie se amavam". A atriz Tracie Savage também concordou que a controvérsia seria injustificada: "O fato que ela estava grávida não foi muito representado no filme após a abertura. Fingi ter enjoos matinais e estar sempre com fome, mas só. Acho que a gravidez foi apenas algo que aconteceu".
Clayton define o assassinato de Debbie como "especialmente transgressor" para espectadores de qualquer espectro político. Segundo ele, considerando a visão da direita dos Estados Unidos sobre a defesa do nascituro e desaprovação às jovens mães não casadas, o assassinato da gestante parece "chocantemente de mau gosto e sem nenhum ímpeto moral real"; essa interpretação conflita com a ideia defendida pelo crítico Robin Wood de que os filmes da franquia Friday the 13th incorporavam o reacionarismo da era Reagan e faziam dos assassinatos fictícios uma resposta a comportamentos que transgredissem os limites reacionários, tais como consumo de álcool e drogas e sexo antes do casamento. Por outro lado, o assassinato da personagem também seria desconfortável do ponto de vista da esquerda norte-americana, que apoia a liberdade feminina de ser mãe solteira. Assim, a morte de Debbie teria "uma ressonância emocional muito mais profunda do que a típica descartabilidade dos personagens permite".
Thomas descreve o casal Chili e Chuck como a síntese do "hippie viciado em drogas" em oposição ao "veterano de guerra deficiente" simbolizado por Shelly. Integrantes mais velhos do grupo, eles "parecem ter ignorado as responsabilidades adultas, como trabalho e paternidade, que seriam atribuídas a eles se tivessem nascido em uma geração anterior" e ficam dormindo ou consumindo maconha a maior parte do filme. Suas mortes, ao contrário das outras vítimas, envolve calor: Chuck é eletrocutado e Chili é empalada por um atiçador de fogo em brasa, o que representaria sua "destruição pelas drogas, uma fritura metafórica e literal de suas mentes".
A respeito do desfecho do filme, Thomas conclui que o cadáver intacto de Jason no celeiro simboliza o estado traumatizado permanente de Chris, pois para ela e seus companheiros, mortos antes que suas crises de confiança ou apatia pudessem ser resolvidos, não há solução. Voltando a relacionar o enredo ao contexto sócio-histórico da época de lançamento do filme, a autora conclui: "Problemas psicológicos e sociais que atormetaram muitos jovens homens e mulheres da era pós-Guerra do Vietnã ― de veteranos sofrendo de TEPT e desfiguração corporal a jovens viciados em drogas sem um movimento ou comunidade ao qual pudessem pertencer ― não poderiam ser evitados ou enterrados. Como o cadáver reanimado de Jason [...], esses problemas estavam à vista de todos, esperando para causar estragos novamente".

## Mídia relacionada

### Romantização
Um caso único entre os filmes da franquia, Friday the 13th Part III foi romantizado oficialmente duas vezes. O primeiro livro foi escrito por Michael Avallone e publicado em agosto de 1982, em conjunto com com o lançamento do filme. Baseada no roteiro original, essa publicação foi o primeiro item da franquia a creditar Popescu como um dos roteiristas do longa-metragem, junto com Kitrosser e Watson. Em comparação ao filme, a adaptação apresenta caracterizações bem diferentes para alguns personagens (Rick é chamado de Derek e Loco é afro-americano, por exemplo), não menciona a máscara de hóquei no gelo (Jason usa uma simples "máscara branca") e descreve as sequências de morte de forma alternativa ou em detalhes mais gráficos; além disso, contém várias cenas não incluídas no filme, incluindo o final alternativo em que Jason decapita Chris.
A segunda romantização foi publicada em 1988 pela Signet e escrita por Simon Hawke, que já havia fornecido as romantizações para o primeiro, segundo e sexto longas-metragens da série. Essa versão amplia o enredo do filme ao criar uma subtrama que dá continuidade aos eventos de Friday the 13th Part 2, narrando a chegada da polícia ao centro de treinamento de monitores e à cabana de Jason, que fica ainda mais enfurecido ao observar de longe a remoção de todos os corpos, inclusive os do santuário que ele improvisou para sua mãe. Há ainda uma história de fundo para Harold e Edna, que lembra de uma visita da Sra. Voorhees à loja do casal. O restante do livro é fiel ao filme, apenas com acréscimos de descrições mais violentas dos assassinatos e de certos detalhes que aprofundam o desenvolvimento de alguns personagens.

### Sequência
Friday the 13th Part III foi seguido por Friday the 13th: The Final Chapter, dirigido por Joseph Zito e lançado em 1984. É uma sequência direta da terceira parte, mostrando a condução de Jason do celeiro até o necrotério de Crystal Lake; chegando ao local, o vilão revive e escapa novamente para os arredores do acampamento. Ele continua a cometer assassinatos, atacando uma família que vive nas proximidades e um novo grupo de jovens que está de passagem pela região. Conforme indicado pelo título, o quarto filme tinha a intenção de encerrar a série, com a morte de Jason. Entretanto, a franquia foi reiniciada no ano seguinte com o lançamento de um quinto filme. Estrelado por Corey Feldman e Crispin Glover, The Final Chapter também marcou o retorno de Tom Savini ao departamento de efeitos especiais da franquia.

### Mídia doméstica
Friday the 13th Part III foi disponibilizado em VHS pela Paramount Home Entertainment em 1983. Também foi comercializado nos formatos CED, Betamax e Laserdisc. Por volta de 1986, foi lançada no Japão pela JVC uma versão em VHD que apresentava o filme em 3D estereoscópico (outro filme também disponibilizado no país nesse formato foi Jaws 3-D); esta foi por muito tempo a única opção em mídia doméstica capaz de possibilitar ao espectador uma experiência tridimensional próxima à de se assistir ao filme no cinema. A Paramount relançou o VHS em 28 de setembro de 1994 e lançou a primeira edição em DVD em 17 de outubro de 2000, com o filme apresentado apenas na versão 2D padrão. Essa versão foi posteriormente incluída em uma caixa coletânea intitulada From Crystal Lake to Manhattan (2004), a qual apresenta os oito primeiros filmes da série; este disco contém uma faixa de comentários em áudio, moderados pelo historiador Peter Bracke, com vários integrantes do elenco.
A versão 3D do filme foi lançada pela primeira vez em DVD pela Paramount em 3 de fevereiro de 2009, em uma "edição de luxo" que incluiu dois pares de óculos 3D ciano e vermelho. Em junho do mesmo ano, houve o lançamento de uma "edição de luxo" em Blu-ray incluindo as versões 2D e 3D, também com dois pares de óculos 3D ciano e vermelho projetados para se parecer com a máscara de Jason. O filme foi incluído em outros três conjuntos Blu-ray: Friday the 13th: The Complete Collection lançada em 2013, Friday the 13th: 8-Movie Collection em 2018 e Friday the 13th Collection: Deluxe Edition em 2020. Nesta última edição, o filme foi apresentado em 3D estereoscópico e ambas as versões 2D e 3D receberam uma digitalização 4K do negativo original da câmera, sendo apresentadas em sua proporção de tela original (2,35:1).

## Legado e reconhecimento

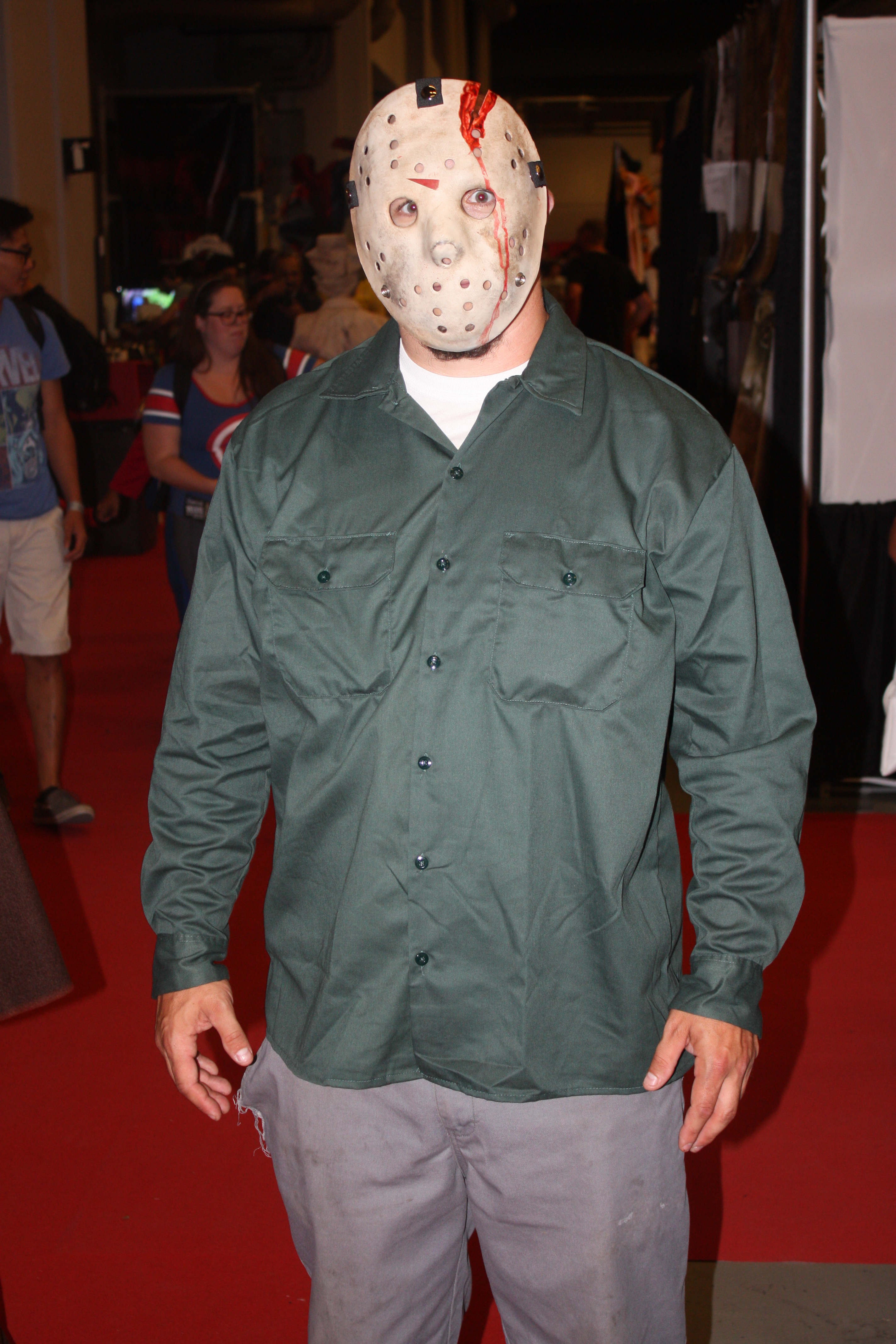
O visual de Jason no terceiro filme tornou-se um padrão da série. Na imagem, um cosplayer do vilão conforme seu figurino na quarta parte, muito próximo ao visto na Parte 3.

Friday the 13th Part III tornou-se mais conhecido por introduzir ao público a máscara de hóquei como disfarce de Jason Voorhees, algo que foi reaproveitado em suas várias outras continuações e se tornou uma imagem icônica no cinema dos Estados Unidos e no gênero terror. A cada novo filme da franquia, o design do acessório foi sendo alterado para atender às necessidades da história; um dos poucos detalhes de continuidade prevalente foi a marca do corte na testa sofrido pelo assassino no terceiro filme. Segundo o Museu da Cultura Pop, essas adaptações ajudaram a máscara a "ganhar vida própria", firmando o legado de Jason ao longo das gerações.
Um artigo publicado pelo The New York Times argumenta que o sucesso da máscara de Jason deve-se não apenas ao visual do rosto inexpressivo, mas também pela sugestão da violência que a peça incorpora, uma vez que o hóquei tem a reputação de "ser um esporte intencionalmente brutal", o que faz com que uma máscara fora de contexto sinalize uma "possibilidade de violência mesmo fora do gelo". Além disso, o uso do acessório proporciona uma aparência "sepulcral, vazia, que lembra uma caveira". Ao listar Jason como um dos "vilões mais icônicos do cinema de terror", o portal Insider comentou que, após serem associadas ao personagem, as máscaras de hóquei "nunca mais foram as mesmas" e passaram a ser usadas como uma autêntica fantasia de Dia das Bruxas, popularizando-se particularmente entre as crianças.
Além da máscara de hóquei, a produção apresentou Jason formalmente ao público, mostrando-o com roupas um pouco mais próximas do que os fãs estão acostumados; o assassino veste uma camisa verde e um jeans azul simples, traje que ele manteria durante a maior parte da série original. Segundo o MovieWeb, o sucesso do longa fez com que os estúdios parassem de copiar a fórmula de Halloween e passassem a ter como principal objetivo criar um novo personagem de terror com o qual pudessem construir uma franquia, o que tornou possível o surgimento posterior de alguns poucos vilões que foram bem-sucedidos nesse intento, tais como Freddy Krueger, e de muitos outros que não tiveram êxito; até mesmo Michael Myers começou a agir mais ao estilo de Jason nas sequências de Halloween lançadas nas décadas de 1980 e 1990.
O filme é considerado um dos principais responsáveis pelo breve retorno do cinema 3D entre 1981 e 1983, o que consistiu numa tentativa da indústria cinematográfica dos Estados Unidos de fomentar o mercado de sucessos de bilheteria apoiados em inovações tecnológicas, o que teve início com Star Wars (1977). Scott Meslow destaca que o sucesso da obra abriu caminho para longas posteriores que também usaram a técnica do 3D estereoscópico, incluindo Amityville 3-D e Jaws 3-D, que chegaram aos cinemas um ano depois do lançamento de Friday the 13th Part III; nas décadas seguintes, franquias de terror estabelecidas como A Nightmare on Elm Street, Night of the Living Dead, The Texas Chainsaw Massacre e Saw lançaram suas próprias sequências em 3D. A aparição de Jason Voorhees em Friday the 13th Part III rendeu ao personagem uma nomeação em 2003 para a Lista dos 100 maiores heróis e vilões do cinema, divulgada pelo Instituto Americano de Cinema, como um dos 50 maiores vilões.